# فابيو فرناندس دي سوزا
فابيو فرناندس دي سوزا هو سياسي برازيلي، ولد في 11 سبتمبر 1982 في غويانيا في البرازيل. نشط حزبياً في الحزب الديمقراطي الاجتماعي البرازيلي. وقد انتخب عضو مجلس النواب البرازيلي ‏ عن دائرة Goiás ‏ وقد انضم خلال فترته النيابية ‏ للكتلة البرلمانية الحزب الديمقراطي الاجتماعي البرازيلي.